# Stadio del Lido
Stadio del Lido – wielofunkcyjny stadion w Locarno, w Szwajcarii. Został otwarty w 1933 roku. Może pomieścić 10 000 widzów. Swoje spotkania rozgrywa na nim drużyna FC Locarno.